# 高谷町
高谷町（こうやまち）は、栃木県栃木市の地名。郵便番号は328-0023。 
　

## 地理
大宮地区南部に位置し、東は小山市小薬、西は樋ノ口町、南は小山市卒島、北は宮田町と接している。

## 世帯数と人口
2017年（平成29年）8月31日現在の世帯数と人口は以下の通りである。
| 町丁   | 世帯数 | 人口  |
| ------ | ------ | ----- |
| 高谷町 | 38世帯 | 115人 |

## 施設
商業
- オートパル県南

寺社
- 日枝神社
- 萬福寺

## 交通

### 道路
一般県道
- 栃木県道243号小山城内線

## 小・中学校の学区
市立小・中学校に通う場合、学区は以下の通りとなる。
| 番地 | 小学校               | 中学校             |
| ---- | -------------------- | ------------------ |
| 全域 | 栃木市立大宮南小学校 | 栃木市立東陽中学校 |